# Jozo Ćetković
Jozo Ćetković, (Stari Bar, Crna Gora, 28. travnja 1940. – Zagreb, 24. kolovoza 1986.), hrvatski fotograf, rođenjem iz Crne Gore

## Životopis
Rođen u Starom Baru. Otac mu je također bio fotograf. U adolescentskoj dobi otišao je iz Starog Bara. U Zagrebu se školovao, ostvario profesionalnu afirmaciju, osnovao obitelj i živio. Rodni Stari Bar posjećivao je za odmor. U Zagrebu pohađao Školu primijenjene umjetnosti. Prvotno je snimao osebujne aktove, naglašeno jednostavne. Obrađivao ih je u tehnici fotografike. Poslije se okrenuo reklamnoj i primijenjenoj fotografiji. Također je ilustrirao kataloge i prospekte. Pozno radoblje Ćetkovićeva stvarateljstva čine fotografije u boji s motivima maslina, na kojima je stvarao romantične ugođaje i odnose. Na fotografijama je njegova signatura rukom ili u formi žiga Jozo Ćetković, 41 000 Zagreb, Anke Butorac 9. Sačuvana je na njegovim fotografijama. Atelijer s opremom i fotografijama naslijedio je njegov sin Saša Ćetković, također fotograf, treća generacija fotografa u obitelji Ćetković.
Ćetkovićev fotografski opus je u četirima tematskim ciklusima koje je naslovio ih je Zdanja, Portreti, Aktovi i Pejzaž. Usporedno su nastajali kroz nešto više od dva desetljeća, od početka 1960-ih do sredine 1980-ih. Ciklusi su prividno neovisni jedan o drugome, ali povezuje ih Ćetkovićev osebujni izričaj. Ustrajavao je na međusobnom povezivanju medija, na mekoj granici između fotografije, grafike i slikarstva. Na to su utjecala onovremena avangardna stremljenja u Hrvatskoj pedesetih i šezdesetih godina 20. stoljeća, u čemu je utjecaj skupine Exat 51.
Izlagao još od konca 1950-ih.

## Nagrade
Djela su mu nagrađivana na domaćim i svjetskim fotografskim natječajima. 1963. godine dobio je od Fotosaveza Jugoslavije zvanje Majstora fotografije. Međunarodna federacija za fotografsku umjetnost (FIAP) 1967. godine dodijela mu je počasno zvanje Artiste – AFIAP te 1971. počasno zvanje Excellence – EFIAP.

## Vanjske poveznice
- T-portal Tri desetljeća nakon smrti oca Saša Ćetković radi izložbu njihovih radova